# United States Bridge Federation
Die United States Bridge Federation (kurz: USBF) ist der nationale Verband für Bridge in den Vereinigten Staaten.

## Geschichte
Er wurde 2001 von der American Contract Bridge League ‚Amerikanische Kontrakt-Bridge Liga‘ und der American Bridge Association abgespalten. Der USBF wurde ursprünglich aus ACBL und ABA gebildet und erhält nun Unterstützung für die United States International Teams aus dem ACBL International Fund und dem Junior Fund. Ansonsten trägt er sich selbst aus Mitgliedsbeiträgen, Abgaben und Eintrittsgeldern für die Veranstaltungen des USBC. 2002 entsandte die Föderation ein Team nach Salt Lake City, um vor der offiziellen Eröffnung der Olympischen Winterspiele im Rahmen eines IOC-Meetings den Sport den Mitgliedern des IOC darzustellen. Die United States Bridge Federation ist Mitglied in der World Bridge Federation (WBF).
Am 16. Januar 2013 wurde George Jacobs turnusgemäß für zwei Jahre zum neuen Präsidenten gewählt.

## Zweck
Die United States Bridge Federation wählt für internationale Wettbewerbe die US-amerikanischen Spieler aus. Zudem unterstützt er die World Bridge Federation in ihren Bemühungen um olympische Anerkennung für Bridge. Er organisiert Meisterschaften (Open, Frauenturniere, Senioren- und Junior-Teams) und bietet Schulungen und Support für die Mannschaften der Vereinigten Staaten im internationalen Wettbewerb.

## Organisation

### Vorstand
- Präsident: Howard Weinstein
- Vizepräsident: Sylvia Moss
- Sekretär: Jan Martel

Der Präsident und der Vizepräsident sind für 2 Jahre gewählt.